# Wolsella
Wolsella (łac. volsella, l. mn. volsellae) – element samczych narządów genitalnych błonkówek.
Wolsella to wewnętrzny, nasadowy (bazalny) wyrostek gonokoksytu. U osowatych ma stosunkowo złożoną budowę. Składa się u nich z blaszki podstawowej (lamina volsellaris), od której odchodzą dwa długie wyrostki: zewnętrzny z nich to cuspis, a wewnętrzny to digitus volsellare.